# Sarah Macky
Sarah Anne Macky (Auckland, 13 de enero de 1980) es una deportista neozelandesa que compitió en vela en la clase Europe.
Ganó tres medallas de bronce en el Campeonato Europeo de Europe entre los años 2000 y 2003. Participó en dos Juegos Olímpicos de Verano, en los años 2000 y 2004, ocupando el octavo lugar en Atenas 2004 en la clase Europe.

## Palmarés internacional
| \| Campeonato Europeo[n 1] \| Campeonato Europeo[n 1] \| Campeonato Europeo[n 1] \| Campeonato Europeo[n 1] \| \| Año \| Lugar \| Medalla \| Clase \| \| ----------------------- \| -------------------------- \| ----------------------- \| ----------------------- \| \| 2000 \| Murcia (España) \| Medalla de bronce \| Europe \| \| 2002 \| Nieuwpoort (Bélgica) \| Medalla de bronce \| Europe \| \| 2003 \| Palma de Mallorca (España) \| Medalla de bronce \| Europe \| |                            |                   |        |
| Campeonato Europeo |                            |                   |        |
| Año | Lugar                      | Medalla           | Clase  |
| 2000 | Murcia (España)            | Medalla de bronce | Europe |
| 2002 | Nieuwpoort (Bélgica)       | Medalla de bronce | Europe |
| 2003 | Palma de Mallorca (España) | Medalla de bronce | Europe |

1. ↑  En algunas ediciones del Campeonato Europeo se permitió la participación de regatistas de otros continentes.